# Chiloglanis niger
Chiloglanis niger е вид лъчеперка от семейство Mochokidae.

## Разпространение
Видът е разпространен в Камерун.